# П-46
П-46 — серия типовых многоквартирных жилых панельных домов, в разработке которой участвовали чешские проектировщики. Строились преимущественно в спальных районах в Москве, Одинцове, Реутове, Тольятти, Химках (Новогорск), Электроуглях. Серия — долгожитель, её здания возводились с 1971 по 1998 год.

## Описание
Панельный дом серии П-46 состоит из 4-квартирных секций с однокомнатными и двухкомнатными квартирами и иногда поворотными блок-секциями с трёхкомнатными квартирами. Фасады противоположных сторон различны — подъезды с одной стороны и лоджии с другой.
Дом может быть 12—14-этажным. Высота потолков в жилых помещениях 2,64 м.
Два пассажирских лифта грузоподъемностью 400 кг.
Наружные стены — керамзитобетонные панели толщиной 340 мм. Внутренние — железобетонные толщиной 140 и 180 мм. Перегородки — 80 мм. Перекрытия — железобетонные толщиной 140 мм.
Вентиляция — естественная вытяжная через вентблоки в санузле и на кухне.

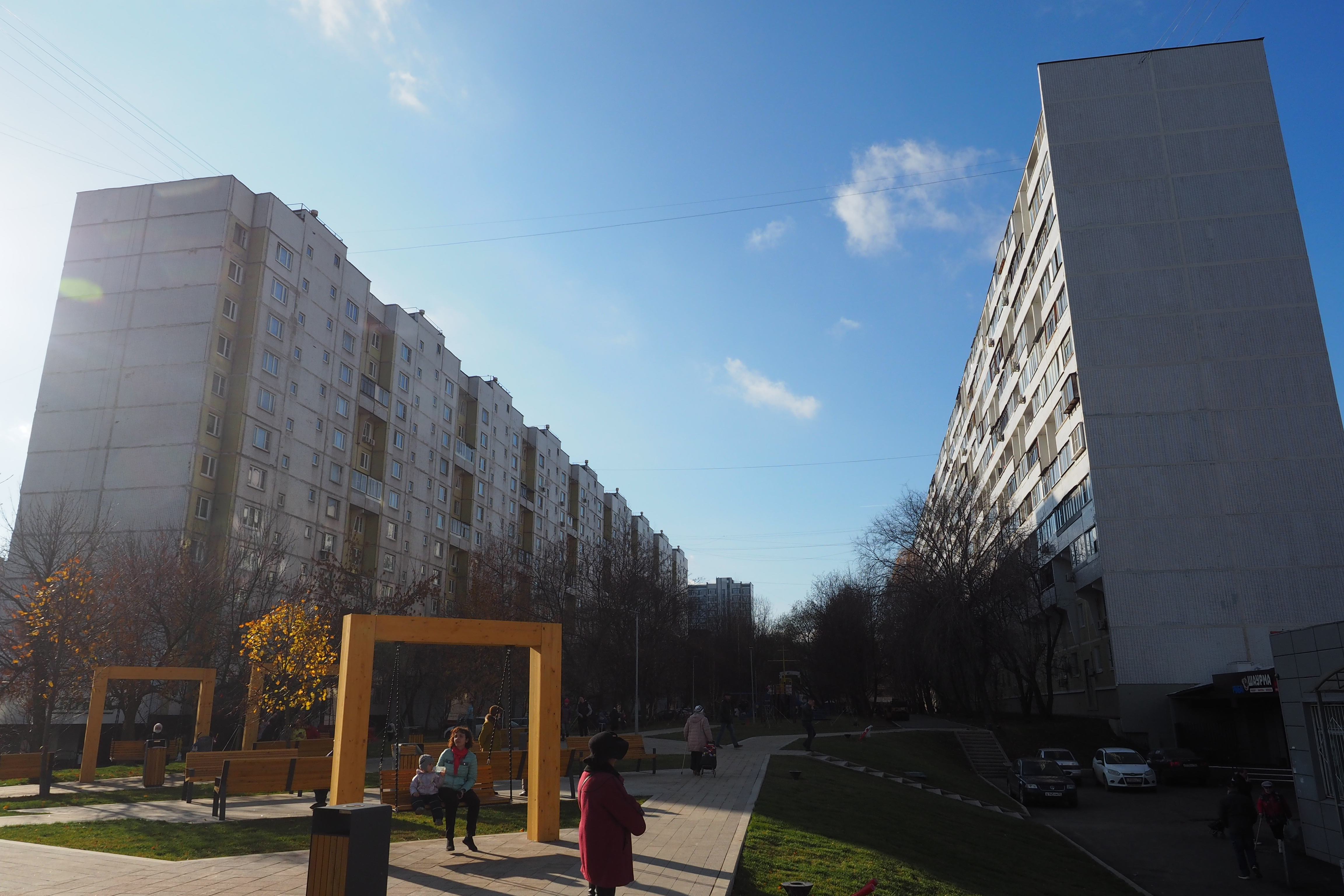
П-46 в Бирюлёво Восточном

## Площади квартир
|             | Общая, м² | Жилая, м² | Кухня, м² |
| 1-комнатная | 38,9      | 20,9      | 8,6       |
| 2-комнатная | 52,1      | 30,5      | 8,6       |
| 3-комнатная | 80,4      | 48,2      | 8,5       |